# Battifredo (ariete)

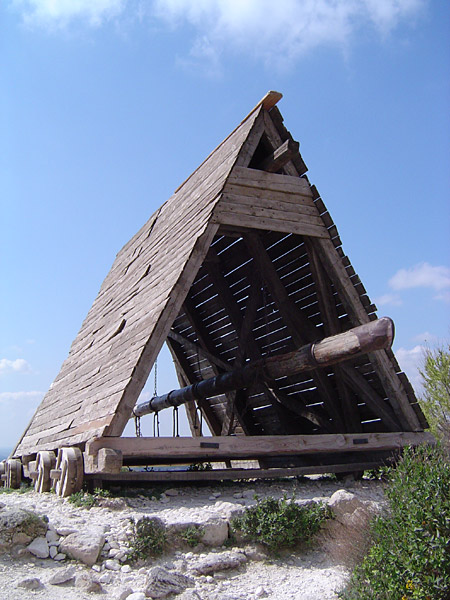
Riproduzione di un battifredo del Château des Baux, Francia

Il battifredo mobile era una macchina d'assedio in uso in Europa a partire dal XIII secolo. Si trattava di una struttura semovente in legno, su ruote, a volte in forma di torre a volte di semplice tettoia, provvista all'interno di una specie di ariete basculante, spesso costituito da una trave di ferro. Il mezzo era in buona sostanza un antesignano del carro corazzato, avente lo scopo di fare breccia nelle mura delle fortezze/castelli garantendo una relativa incolumità all'equipaggio. Il tetto era spesso ricoperto di cuoio appositamente conciato per proteggere il battifredo dal rischio di una combustione provocata dal lancio degli assedianti di torce, fiaccole, olio bollente o frecce incendiarie.
Il battifredo mobile "a torre" era spesso una struttura complessa, che fondeva al proprio interno il battifredo mobile "classico" e le funzioni della torre d'assedio. Dotato di quattro o sei ruote, si alzava per anche tre o quattro piani.